# Firmicus dewitzi
Espèce
Firmicus dewitzi est une espèce d'araignées aranéomorphes de la famille des Thomisidae.

## Répartition et habitat
Décrite à partir d'une population observée sur des Tamaris en Egypte, cette espèce peut également être trouvée en Israël ainsi qu'en Iran.

## Description
Le mâle mesure entre 4,5 et 5,5 mm et la femelle entre 5,1 et 6,8 mm. Les deux sexes affichent un jaune très pâle, quasiment blanc.

## Systématique et taxinomie
L'espèce a été décrite en 1899 par Eugène Simon. L'épithète spécifique rend hommage à M. C. J. Dewitz, qui a collecté les mâles holotypes.

## Publication originale
- Eugène Simon, « Arachnides recueillis par M. C. J. Dewitz en 1898, à Bir-Hooker (Wadi Natron), en Egypte », Bulletin de la Société Entomologique de France, vol. 4, no 13,‎ 1899, p. 244-247 (lire en ligne)